# Сад Коисикава Коракуэн
Коисикава Коракуэн (яп. 小石川後楽園 Коисикава ко:ракуэн) — японский сад, расположенный в районе Бункё в Токио.
Работы по созданию сада были начаты в 1629 году Токугавой Ёрифусой, даймё княжества Мито, и завершены его преемником Токугавой Мицукуни.
Мицукини назвал сад «Кораку-эн» (Кораку означает «получающий удовольствие впоследствии»), что восходит к известной фразе из китайского эссе «Юэян лоу цзи» (кит. 岳阳楼记, «Записки о Юэянской башне»), автором которого был Фань Чжунъянь: по его мнению, благородные люди «раньше всех горюют над горем Поднебесной и после всех наслаждаются её радостями» (кит. 先天下之忧而忧，后天下之乐而乐).
Дизайн парка отражает сильное китайское влияние, многие идеи его дизайна в то время были новыми для Японии и впоследствии многократно воспроизводились в других садах. В частности, впервые был использован принцип воссоздания знаменитых пейзажей в миниатюре — таким образом, прогулка по парку превращалась в путешествие по красивейшим местам Японии и Китая: можно было увидеть священную гору Фудзияма, знаменитый храм Киёмидзу-дэра в Киото, воспетое поэтами Западное озеро в Китае и многое другое.
Парк открыт для посетителей ежедневно с 9:00 до 17:00, стоимость билета — 300 йен.

## Галерея
|  |  |  |  |